# تومور پیندبورگ
تومور پیندبورگ (به انگلیسی: Pindborg tumor) یا Calcifying epithelial odontogenic tumor یا CEOT، یک تومور ادنتوژنیک است که نخستین بار توسط یک پاتولوژیست دانمارکی به نام "جنز جورگ پیندبورگ" در سال ۱۹۵۵ شناسایی شد. پیش از آن تصور می‌شد که یک آملوبلاستومای غیرعادی یا یک ادنتوما است. مانند سایر نئوپلاسم‌های ادنتوژنیک، منشأ این تومور نیز اپی تلیالی ارگان مینایی است.
غالباً خوش‌خیم است و رشد آهسته دارد ولی یک نئوپلاسم مهاجم است. ۹۴% مواقع داخل استخوانی است و ۶% خارج استخوانی. بیشتر در خلف فک پایین (مندیبل) بزرگسالان در دهه ۴ یا ۵ شایع است.۹۴%ممکن است تورم بدون درد مشاهده بشود و اغلب با دندان نهفته مرتبط است. در نمای رادیوگرافی به صورت لوسنسی (منطقه تاریک) دیده می‌شود که گاهی همراه با نقاط اوپک کوجک است که در این مواقع اصطلاح " driven snow " یا تکه‌های برف پراکنده را بکار می‌برند. در نمای میکروسکوپی، منطقه‌های شبه آملوئید مشاهده می‌شود.
از نظر بالینی به ۲ دسته تقسیم می‌شود: مرکزی و محیطی. نوع مرکزی در افراد بین ۲۰ تا ۶۰ سال رخ می‌دهد. دو سوم ضایعات در فک و در منطقه آسیاب بزرگ یا کوچک رخ می‌دهد. به‌صورت آهسته دچار تورم بدون درد می‌شود. اگر در فک بالا رخ بدهد، فرد دچار پروپتوز، انسداد مجاری تنفسی و خون ریزی از بینی می‌شود.
نوع محیطی بیشتر در قدام ماگزیلا (فک بالا) اتفاق می‌افتد و به صورت تورم در بافت نرم مشاهده می‌شود. در نمای میکروسکوپی آن می‌توان دسموزوم (پل‌های بین سلولی) و تغییرات هسته مانند پلئومورفیستم سلولی را شاهد بود. در بافت همبند و بافت پوششی می‌توان کلسفیکیشن به شکل حلقه‌های متحدالمرکز (Lisegange ring) را دید.

## عود
۱۰ تا ۱۵ % احتمال عود دارد. فرانکلین و پیندبورگ درصد عود را ۱۴% گزارش دادند. درصد عود آن از آملوبلاستوما بسیار کمتر است.

## سلول شفاف (Clear cell)
اگر در نمای میکروسکوپس سلول‌های شفاف مشاهده شد، می‌گوییم Clear Cell Variant رخ داده است. ولی طبق مقاله ای که در سال ۱۹۹۴ منتشر شد، موارد اندکی از سلول شفاف در نمای میکروسکوپی این تومور گزارش شده. این بدین معنی است که تنها در ۸% موارد این تومور، سلول‌های شفاف دیده می‌شوند.